# سوترز
سوترز (به لاتین: Sauteurs) یک شهر در گرنادا است که در Saint Patrick Parish, Grenada واقع شده‌است. سوترز ۱٬۳۰۰ نفر جمعیت دارد و ۸۷ متر بالاتر از سطح دریا واقع شده‌است.

## نگارخانه

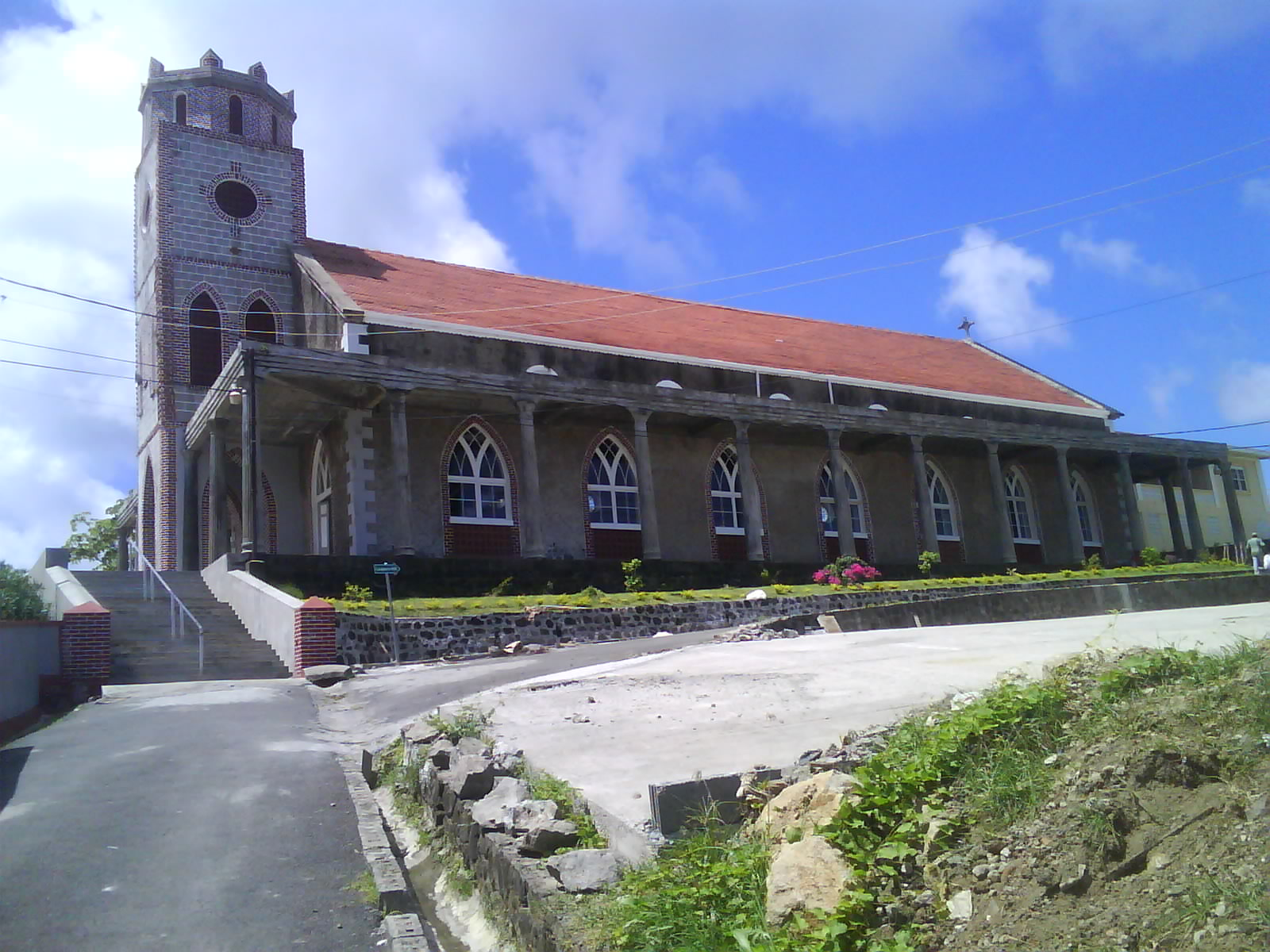
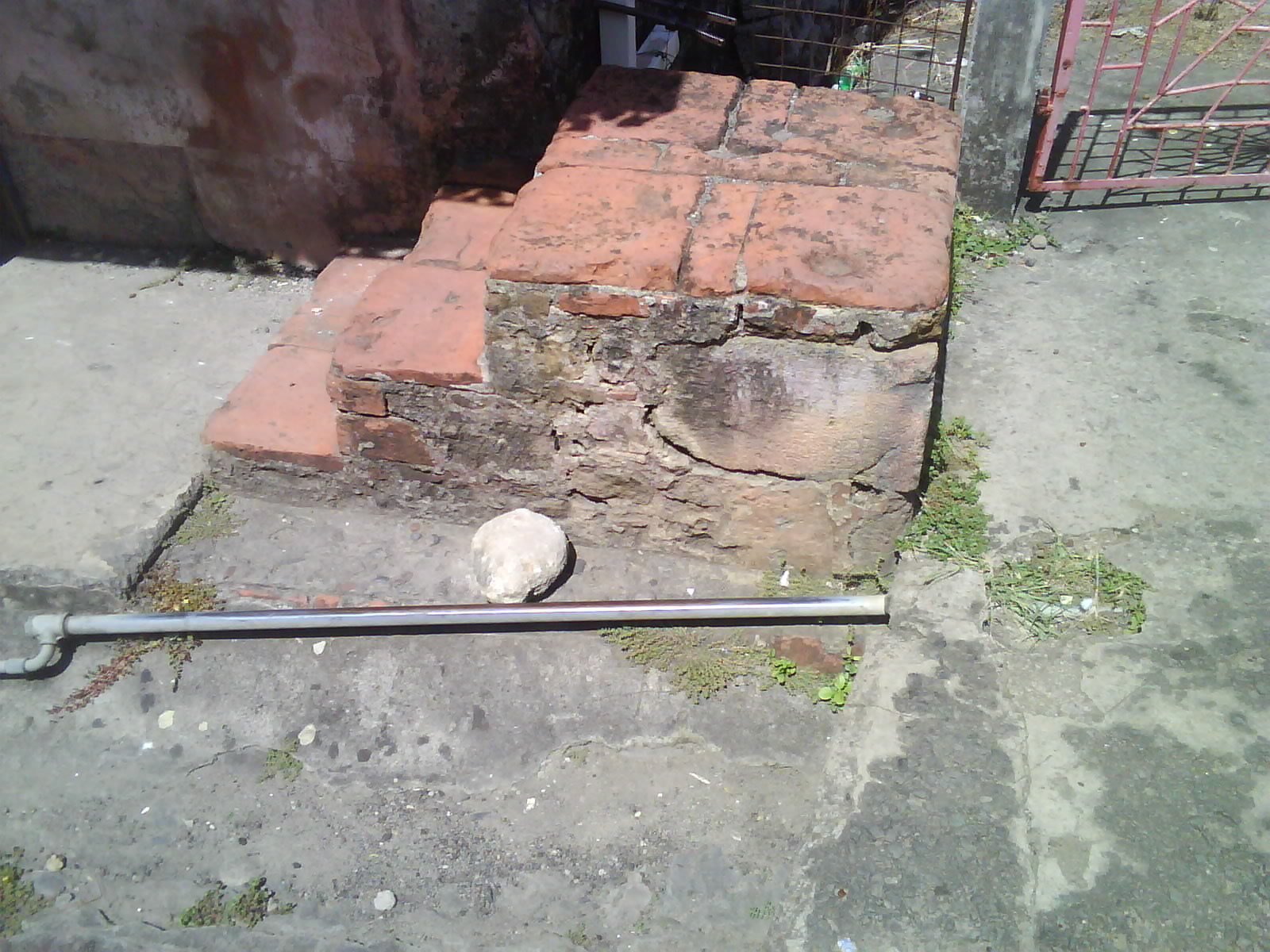